# عمران أحمد خان
عمران ناصر أحمد خان (من مواليد 6 سبتمبر 1973) هو سياسي بريطاني، شغل منصب عضو في البرلمان (MP) عن دائرة ويكفيلد من الانتخابات العامة لعام 2019 حتى عام 2022. تم انتخاب أحمد خان كمحافظ، وتم سحب سوط الحزب في يونيو 2021؛ تم طرده لاحقًا من الحزب بعد إدانته الجنائية بتهمة الاعتداء الجنسي على الأطفال في عام 2022.
في عام 2021 اتُهم بموجب قانون الجرائم الجنسية لعام 2003 بالاعتداء الجنسي على صبي يبلغ من العمر 15 عامًا في عام 2008. ونفى أحمد خان الاتهام الموجهة له بشدة. في 11 أبريل 2022، بعد محاكمة استمرت أسبوعين في محكمة ساوثوارك كراون، أُدين بالاعتداء الجنسي على قاصر. استقال من عضوية البرلمان في 3 مايو وحُكم عليه بالسجن لمدة 18 شهرًا في 23 مايو، قضى تسعة منها قبل إطلاق سراحه في فبراير 2023.